# Oye mi canto (canción de N.O.R.E.)
«Oye Mi Canto» es una canción grabada por el rapero estadounidense N.O.R.E. Fue lanzada originalmente en 2004 como el sencillo líder del álbum 1 Fan a Day, que hasta ahora no había sido lanzado. Es su segundo mayor éxito, alcanzando el número 12 en el Billboard Hot 100. Más tarde se incluyó en el álbum N.O.R.E. y la familia...Ya tú sabe (2006). La canción presenta al dúo femenino Nina Sky y los artistas de reguetón Gem Star, Daddy Yankee y Big Mato. La canción originalmente presentaba a Tego Calderón en lugar de Daddy Yankee, pero luego se cambió para el video. Sin embargo, la versión de Tego fue lanzada por el famoso sello de reggaeton Planet Records Italy, en lugar de Island Def Jam, el sello original de N.O.R.E.. Es la primera incursión de N.OR.E. en el género latino, cada vez más popular.
En una entrevista de 2006 con MTV, el rapero se expresó sobre del sencillo: "Me enamoré de esta música. Hice este porro originalmente para un mixtape. Hace tiempo que no se habla con los latinos, desde que murió Big Pun. No se han sentido como si tuvieran algo orgulloso [en el hip-hop] en lo que apoyarse, así que siendo latino y negro, quería representar mi lado latino por una vez. ¿Por qué no hacerlo con esta nueva música, en lugar de hacer un disco de rap español? Esto es lo que habla por la juventud latina del centro de la ciudad".
La canción fue incluida en los 12 mejores coros de dancehall y reggaeton del siglo XXI de Billboard' en el número dos.

## Lista de canciones
Sencillo de Def Jam (versión Daddy Yankee)
1. "Oye Mi Canto" (radio)
2. "Oye Mi Canto" (explícito)
3. "Oye Mi Canto" (instrumental)
4. "4 por minuto" (radio)
5. "4 por minuto" (explícito)

Sencillo "Reggaeton Mix" de Planet Records (versión Tego Calderón)
1. "Oye Mi Canto" (mezcla explícita "original")
2. "Oye Mi Canto" (mezcla limpia)
3. "Oye Mi Canto" (instrumental)

Sencillo de 1 pista de Def Jam (versión Daddy Yankee)
1. "Oye Mi Canto" (edición de radio)

## Posicionamiento en listas
| Lista (2004-2006)                      | Mejor posición |
| -------------------------------------- | -------------- |
| Estados Unidos (Billboard Hot 100)     | 12             |
| Estados Unidos (Hot Latin Songs)       | 22             |
| Estados Unidos (Rhythmic)              | 6              |
| Estados Unidos (Hot R&B/Hip-Hop Songs) | 24             |
| Estados Unidos (Hot Rap Songs)         | 8              |
| Estados Unidos (Latin Pop Airplay)     | 25             |
| Estados Unidos (Tropical Airplay)      | 2              |
| Francia (SNEP)                         | 13             |
| Italia (FIMI)                          | 29             |

## Certificaciones
| País           | Organismo certificador | Certificación | Ventas certificadas | Ref.  |
| -------------- | ---------------------- | ------------- | ------------------- | ----- |
| Estados Unidos | RIAA                   | Oro           | 500,000             | [ 2 ] |

## Historial de lanzamientos
| Región         | Fecha                 | Formato(s)                                 | Etiquetas) | Ref.  |
| -------------- | --------------------- | ------------------------------------------ | ---------- | ----- |
| Estados Unidos | 30 de agosto de 2004  | Rhythmic contemporary · urban contemporary | Def Jam    | [ 3 ] |
| Estados Unidos | 11 de octubre de 2004 | Contemporary hit radio                     | Def Jam    | [ 4 ] |